# B-Toolkit
B-Toolkit est une suite de programmes conçue pour être utilisée avec le B-Tool, qui est un interpréteur mathématique de la théorie des ensembles, et permettant de mettre en œuvre la méthode formelle de développement de logiciels appelée Méthode B.
Cet outil utilise Qt toolkit pour gérer son interface graphique et a été initialement conçu pour les systèmes d'exploitation Linux et Solaris. Il a été développé par la société B-Core Limited, basée en Grande-Bretagne.